# 行方均 (音楽評論家)
行方 均（なめかた ひとし、1951年6月29日 - 2020年3月13日）は、日本のレコード・プロデューサー、音楽評論家。宮城県仙台市出身。

## 人物
東京都立西高校を経て早稲田大学政治経済学部卒業。1976年東芝EMI（当時）に入社。1988年ブルース・ランドヴァル（当時ブルーノート社長）、マイケル・カスクーナ（同プロデューサー）らの協力を得てブルーノートの姉妹レーベル「サムシンエルス」を社内に設立。現在まで200タイトル近くの作品を同レーベルで制作。多くはブルーノートを通じて海外でも発売されている。軽井沢録音のゴンサロ・ルバルカバ『ラプソディア』（1992年）はグラミー賞にノミネート。日本国内においてブルーノートをはじめとする多くのジャズ作品やミュージシャンを紹介し、ジャズ市場の育成に貢献。また1997～2013年にはビートルズの国内盤発売を統括。
国内外のアーティスト・プロデュース、レコード・プロデュースや解説執筆のかたわら、2010年より衛星ラジオミュージックバードのJAZZチャンネル番組「プロファウンドリー・ブルー」パーソナリティも務める(2016年3月まで）。また2014年4月より、JFN系FM全国ネット「A・O・R -Jazz & Vocal Night-」（毎週火曜20時～21時生放送）に出演し選曲・解説を担当、「ジャズ100年の100曲」キャンペーンを推進する。2016年4月より、衛星ラジオ[ミュージック・バード]の大型(5時間）番組「ジャズ100年の名曲名演500時間」(毎週土曜日放送、日曜日再放送）をスタート（2018年3月まで）。2012年最後のEMIミュージックジャパン代表取締役会長に就任、ラストエンペラーを自称。ユニバーサルミュージック副社長を経て2014年に独立し、株式会社NAMES設立。別名に雑木林進。リー・モーガン（2018年）、ビル・エヴァンス、ブルーノート・レコード（ともに2019年公開）の字幕の翻訳・監修を手がける。2020年5月、ジャズ以前の自身の本籍地／出身地を取り上げた初のビートルズ本『ビートルズは終わらない』（シンコー）が刊行された。
2020年3月13日に急性骨髄性白血病のため死去した。68歳没。

## 主なプロデュース作品
- スーパーブルー feat.ロイ・ハーグローヴ『スーパーブルー!』1988年（ロイの初録音）
- ラルフ・ピーターソン『V』1988年（スイングジャーナル誌ジャズディスク大賞金賞、録音賞）
- ジョージ・アダムス『ナイチンゲール』1988年
- 日野皓正『ブルーストラック』1989年（ジャズディスク大賞銀賞）
- イリアーヌ『風はジョビンのように』1989年
- エリス・マルサリス feat.ニコラス・ペイトン『ニューオリンズの夜』1989年（ニコラスの初録音）
- ゴンサロ・ルバルカバ『アット・モントルー』1990（ワールド・デビュー作／BN盤タイトルは"Discovery"）
- ジャック・ディジョネット・スペシャル・エディション『アース・ウォーク』1991年（ジャズディスク大賞金賞、録音賞）
- ゴンサロ・ルバルカバ『ロマンティック』1992年（ジャズディスク大賞金賞）
- ゴンサロ・ルバルカバ『ラプソディア』1992年（1993年発売）（ジャズディスク大賞金賞、グラミー賞ノミネート）
- 大西順子『WOW』1993年（デビュー作／ジャズディスク大賞日本ジャズ賞）
- 大西順子『ビレッジ・バンガードの大西順子』1994年（ジャズディスク大賞銀賞）
- 大西順子『ピアノ・クインテット・スイート』1995年（ジャズディスク大賞日本ジャズ賞）
- 日野皓正＆菊地雅章『アコースティク・ブギ』1995年（ジャズディスク大賞金賞）
- 大西順子『プレイ・ピアノ・プレイ』1996年（ジャズディスク大賞日本ジャズ賞）
- Various Artists『ストロベリー・フィールズ～ブルーノート・プレイズ・ザ・ビートルズ』1996年
- ジャッキー・マクリーン・ミーツ大西順子『ハット・トリック』1996年
- ロン・カーター『ザ・ベース・アンド・アイ』1997年
- 大西順子『フラジャイル』1998年（ロック曲も演奏した電化ジャズ）
- 小林桂『ソー・ナイス』1999年（メジャー・デビュー作）
- 松永貴志『TAKASHI』 2003年（デビュー作）
- ロン・カーター『ゴールデン・ストライカー』2003年
- 寺井尚子『ジャズ・ワルツ』2004年（ジャズディスク大賞日本ジャズ賞）
- イリアーヌ『私のボサノヴァ』2008年
- 大西順子『楽興の時』2009年
- 寺井尚子『セ・ラ・ヴィ』2013年
- ロン・カーター『コットン・クラブでカクテルを』2013年
- 松永貴志『グッド・ニュース』 2013年
- 寺井尚子『VERY COOL』2014年
- ロン・カーター『ジム・ホールの思い出』（somethin'else / ユニバーサルミュージック）2014年6月
- 栗林すみれトリオ『TOYS』（SOMETHIN'COOL / ディスクユニオン）2014年7月
- THE BON BONES -上杉優＆駒野逸美クインテット-『メルバズ・ムード』（SOMETHIN'COOL / ディスクユニオン）2014年10月
- 木下航志『ワンダフル・ワールド -Kohshi Kishita sings & plays-』（SOMETHIN'COOL / ディスクユニオン）2014年12月
- V.A.(栗林すみれ、山本玲子他)『FOR COOL CATS ONLY -サムシンクールの誕生- VOL.1』（SOMETHIN'COOL / ディスクユニオン）2014年12月
- 寺井尚子『ホット・ジャズ』（somethin'else / ユニバーサルミュージック）2015年3月（ミュージックペンクラブ音楽賞国内ベスト・アルバム2015）
- 栗林すみれトリオ『Travelin'』（SOMETHIN'COOL / ディスクユニオン）2015年10月
- 石若駿バンド『Cleanup』（SOMETHING’COOL / ディスクユニオン）2015年12月　（「JAZZ JAPAN AWARD 2015《アルバム・オブ・ザ・イヤー》ニュースター部門」「Jazz Life DISC GRAND PRIX 2015 ニュースター賞」「第29回ミュージック・ペンクラブ音楽賞《ポピュラー部門》ブライテスト・ホープ賞」トリプル受賞）
- 大西順子『ヴェリー・スペシャル』（SOMETHING’COOL / ディスクユニオン）2017年11月発売
- 大西順子トリオ『グラマラス・ライフ』同上
- 松永貴志『ザ・ワールド・オブ・ピアノ』（同上） 2018年10月発売
- CHIKO『ア・デイ・イン・ザ・ライフ』2020年6月24日発売

コンサート・プロデュース
- 1986〜1996年 「マウント・フジ・ジャズ・フェスティバル」
- 2016年5月1日 「JAZZ@HALL Vol.1」 渋谷区文化総合センター大和田 伝承ホール（ディスクユニオン SOMETHIN'COOL主催）　出演：大西順子／山本剛／小林桂／栗林すみれ／石若駿他
- 2017年1月15日 「JAZZ@HALL Vol.2」 於渋谷区文化総合センター大和田 さくらホール（同上）　出演：ケイコ・リー／寺井尚子／大林武司／栗林すみれ他
- 2017年11月23日「JAZZ@HALL Vol.2」 於渋谷区文化総合センター大和田 さくらホール（同上）　出演：TOKU／SHANTI／大林武司／西口明宏他

## 主な監修・選曲・解説作品（CD)
- 行方均選曲・解説『真ブルーノート入門・青春篇1939～1957』（EMIミュージック・ジャパン）2008年
- 行方均、菊田有一、塙耕記監修　BLUE NOTE プレミアム復刻シリーズ 全12期（ディスクユニオン）2011～2014年
- 行方均監修・選曲・解説『サムシン・イン・ブルー』（ユニバーサルミュージック）2013年
- 行方均解説「ブルーノートに名曲あり」『This Is BLUE NOTE ザ・グレイテスト・ヒッツ・バイ・リクエスト』（ユニバーサルミュージック）2013年
- マイケル・カスクーナ＆行方均監修・解説　ブルーノート・マスターワークス第3期/世紀の発掘コレクション30タイトル（ユニバーサルミュージック）2014年6月
- 高嶋弘之×星加ルミ子×行方均・鼎談「ビートルズは日本でいかに受け入れられたか」『ミート・ザ・ビートルズJapan Box』（ユニバーサルミュージック）2014年6月
- マイケル・カスクーナ＆行方均監修・解説　ブルーノート・マスターワークス第4期/ザ・ヒッツ・オブ4000番台50タイトル（ユニバーサルミュージック）2014年10,11月
- ブルーノート100％ピュアLP『ブルー・トレイン』『サムシン・エルス』『クール・ストラッティン』他全5タイトル（ユニバーサルミュージック）解説　2014年12月
- マイケル・カスクーナ＆行方均監修・解説　ブルーノート・マスターワークス第5期(完結編）/珠玉の4000番台50タイトル（ユニバーサルミュージック）2015年3月
- 行方均監修・選曲・解説『２サイズ・オブ・リー・モーガン』（ユニバーサルミュージック）2017年11月1日発売
- 行方均シリーズ監修・解説　リー・モーガン後期傑作SHMコレクション1964~71×10タイトル　同上
- 行方均選曲・解説　ビル・エヴァンス『ソングス・オン・タイム・リメンバード』(ユニバーサルミュージック）2019年5月1日発売
- 行方均選曲・解説　アート・ブレイキー『アート・ブレイキー時代～ザ・タイム・オブ・ブレイキー』（同上）2019年9月発売

## 主な書籍など
監修・編集・共著
- ウィリアム・クラクストン、行方均編著『ジャズ・ウェスト・コースト』（美術出版社）1992年
- 行方均監修『ブルーノート再入門』（朝日文庫）1999年12月 ISBN 978-4022612823
- 行方均、マイケル・カスクーナ監修『21世紀版ブルーノート・ブック』（ジャズ批評ブックス）2009年12月 ISBN 978-4915557286
- 行方均編『ブルーノートの名盤 改訂新版 200DISCS+7』（学研パブリッシング）2010年3月 ISBN 978-4054044654
- 油井正一著、行方均編『ジャズ昭和史』（DUBOOKS) 2013年8月 ISBN 978-4925064828
- 高嶋弘之著『「ビートルズ！」をつくった男～レコード・ビジネスへ愛をこめて』（DUBOOKS) 2014年9月 ISBN 978-4907583231
- 行方均、坂本涼子監修『いまなら1000円で買えるジャズ100年の大名盤500』（DUBOOKS) 2015年12月　ISBN 978-4907583712
- 行方均編著『最強のジャズ100年史～名曲・名盤のブルーノート物語』（学研）2016年12月20日 ISBN 978-4058006917
- 阿部克自写真、行方均監修『ジャズの肖像～ポートレイチャーズ』（シンコーミュージック）2017年12月13日　ISBN 978-4401622856
- 行方均著『ジャズ書と名盤～ジャズは本棚に在り』（シンコーミュージック）2018年10月25日刊
- 行方均監修、著『ブルーノート年代記』（ユニバーサルミュージック）2019年冬刊行
- 行方均著『ビートルズは終わらない』（シンコーミュージック）2020年5月刊行

監修・訳
- グラハム・マーシュ他『ブルーノート・アルバム・カヴァー・アートV0l.2』（美術出版社）1997年7月 ISBN 978-4568501889
- リチャード・クック『ブルーノート・レコード―史上最強のジャズ・レーベルの物語』（朝日文庫）2002年12月 ISBN 978-4022613943
- グラハム・マーシュ他『新版ブルーノート・アルバム・カヴァー・アート』（美術出版社）2005年8月 ISBN 978-4568502909
- フレデリック・コーエン『ブルーノート・オリジナル・プレッシング・ガイド』（DUBOOKS）2011年11月 ISBN 978-4925064446
- リチャード・ヘイヴァーズ『ブルーノート・レコード～妥協なき表現の軌跡』（ヤマハ・ミュージックメディア）2014年10月 ISBN 978-4636904451
- ゴードン, ロレイン、シンガー, バリー 著、行方均 訳『ジャズ・レディ・イン・ニューヨーク：ブルーノートのファースト・レディからヴィレッジ・ヴァンガードの女主人へ』DU BOOKS、2015年4月10日（原著2006年10月1日）。ISBN 978-4907583286。
- （字幕）ドキュメンタリー映画『I Called Him Morgan私が殺したリー・モーガン～ヘレンは彼をモーガンと呼んだ』2017年12月日本
- （字幕）ドキュメンタリー映画『ビル・エヴァンス～タイム・リメンバード』2019年4月下旬
- （字幕）ドキュメンタリー映画『ブルーノート・レコーズ～ジャズを超えて』2019年9月公開

連載
- 雑木林進「ジャズは手に取って読め」（隔月刊「ジャズ批評」誌2010年1月号～）
- 雑木林進「ジャズは本棚に在り」（月刊「ジャズジャパン」誌2010年10月号～2018年3月号）
- 行方均　隔週刊「ジャズ・LPレコードコレクション」作品解説（デアゴスティーニ2016年9月～）
- 行方均「僕らのビートルズ」（ビートルズクラブ編・月刊「ザ・ビートルズ」2016年4月号～）
- 行方均「ブルーノートの流儀」（読売新聞夕刊2019年7月に4週連載）